# Peixotoa sericea
Peixotoa sericea är en tvåhjärtbladig växtart som beskrevs av C. Anderson. Peixotoa sericea ingår i släktet Peixotoa och familjen Malpighiaceae. Inga underarter finns listade i Catalogue of Life.